# Suqian
Suqian (宿迁 ; pinyin : Sùqiān) est une ville du nord de la province du Jiangsu en Chine.

## Subdivisions administratives
La ville-préfecture de Suqian exerce sa juridiction sur cinq subdivisions - deux districts et trois xian :
- le district de Sucheng - 宿城区 Sùchéng Qū ;
- le district de Suyu - 宿豫区 Sùyù Qū ;
- le xian de Shuyang - 沭阳县 Shùyáng Xiàn ;
- le xian de Siyang - 泗阳县 Sìyáng Xiàn ;
- le xian de Sihong - 泗洪县 Sìhóng Xiàn.

## Personnalités
- Chen Si (1968-), marchand réputé pour avoir empêché plus de 300 personnes de se suicider depuis le grand pont de Nankin sur le Yangtsé, est né à Suqian.